# Élection gouvernorale de 2022 en Arizona
L'élection gouvernorale de 2022 dans l'Arizona a lieu le 8 novembre 2022.
Le gouverneur républicain sortant Doug Ducey a été élu en 2014 et réélu en 2018. Il ne peut pas se représenter pour un troisième mandat. 
Kari Lake, une présentatrice de télévision d'une chaîne locale affiliée à Fox News remporte l'investiture républicaine tandis que la secrétaire d'État de l'Arizona Katie Hobbs remporte l'investiture démocrate.
Katie Hobbs remporte l'élection de justesse, avec environ 20 000 voix d'avance sur son adversaire Kari Lake.

## Primaires démocrates
La secrétaire d’État d’Arizona Katie Hobbs remporte largement la primaire démocrate le 2 août 2022.
| Candidat(e) | Candidat(e)        | Primaire | Primaire |
| Candidat(e) | Candidat(e)        | Voix     | %        |
| ----------- | ------------------ | -------- | -------- |
|             | Katie Hobbs        | 431 059  | 72,32    |
|             | Marco A. López Jr. | 136 090  | 22,83    |
|             | Aaron Lieberman    | 28 878   | 4,85     |

## Primaires républicaines
Les primaires du Parti Républicain se tiennent le 2 août. Les deux principales candidates sont Kari Lake, soutenue par Donald Trump, et Karrin Taylor Robson, soutenue notamment par le gouverneur sortant Doug Ducey et l’ancien vice-président Mike Pence.
| Candidat(e) | Candidat(e)          | Primaire | Primaire |
| Candidat(e) | Candidat(e)          | Voix     | %        |
| ----------- | -------------------- | -------- | -------- |
|             | Kari Lake            | 398 860  | 47,97    |
|             | Karrin Taylor Robson | 358 662  | 43,13    |
|             | Matt Salmon          | 30 704   | 3,69     |
|             | Scott Neely          | 25 876   | 3,11     |
|             | Paola Tulliani-Zen   | 17 281   | 2,08     |

## Campagne
La candidate démocrate Katie Hobbs refuse à plusieurs reprises de participer à des débats télévisés avec sa rivale républicaine.
La candidate républicaine Kari Lake refuse de son côté de s’engager à accepter le résultat de l’élection en cas de défaite.

## Résultats
| Candidats                | Candidats           | Partis              | Voix      | %    |
| ------------------------ | ------------------- | ------------------- | --------- | ---- |
|                          | Katie Hobbs         | Démocrate           | 1 282 532 | 50,3 |
|                          | Kari Lake           | Républicain         | 1 265 394 | 49,7 |
|                          | Candidats par écrit | Candidats par écrit | 0         | 0,0  |
|                          |                     |                     |           |      |
| Votes valides            |                     |                     |           |      |
| Votes blancs et nuls     |                     |                     |           |      |
| Total                    |                     |                     |           |      |
| Abstention               |                     |                     |           |      |
| Inscrits / participation |                     |                     |           |      |